# 하우 하이
하우 하이(How High)는 미국에서 제작된 제스 딜런 감독의 2001년 코미디 영화이다. 메소드 맨 등이 주연으로 출연하였고 대니 드비토 등이 제작에 참여하였다.
이 영화는 영화 평론가들로부터 대체로 부정적인 평가를 받았다.

## 출연

### 주연
- 메소드 맨
- 레드맨

### 조연
- 오바 바바툰디
- 마이크 엡스
- 안나 마리아 호스포드
- 프레드 윌러드
- 제프리 존스
- 헥터 엘리존도
- 라크 부히스
- 알 쉬러
- 에센스 앳킨스
- 크리스 엘우드
- T. J. 타인
- 저스틴 울리치
- 트리우 트란
- 트레이시 월터
- 스팰딩 그레이
- 암버 스미스
- 캐시 와그너
- 앨리시아 리 윌리스
- 패트리스 피셔
- 사샤 켐프
- 안소니 맥킨리
- 가렛 모리스
- 스콧 링컨
- 에리카 비티너 필립스
- 이렌느 로신
- 팻 핀
- 마이클 콜먼
- 롭 내글
- 주다 프리드랜더
- 조 오크맨
- 리온틴 가일라드
- 루이스 프리즈
- 척 리델
- 더블린 제임스
- 멜리사 피터먼
- 캐시 보로우먼
- 애덤 카레라
- 헤더 찰스
- 마틴 클레바
- 트레이시 모건
- 다니엘 뉴먼
- 타이린 터너

## 제작진
- 미술: 클락 헌터
- 의상: 신디 에반스
- 배역: 매튜 베리
- 배역: 낸시 그린-키스